# De legende van Knockgrafton

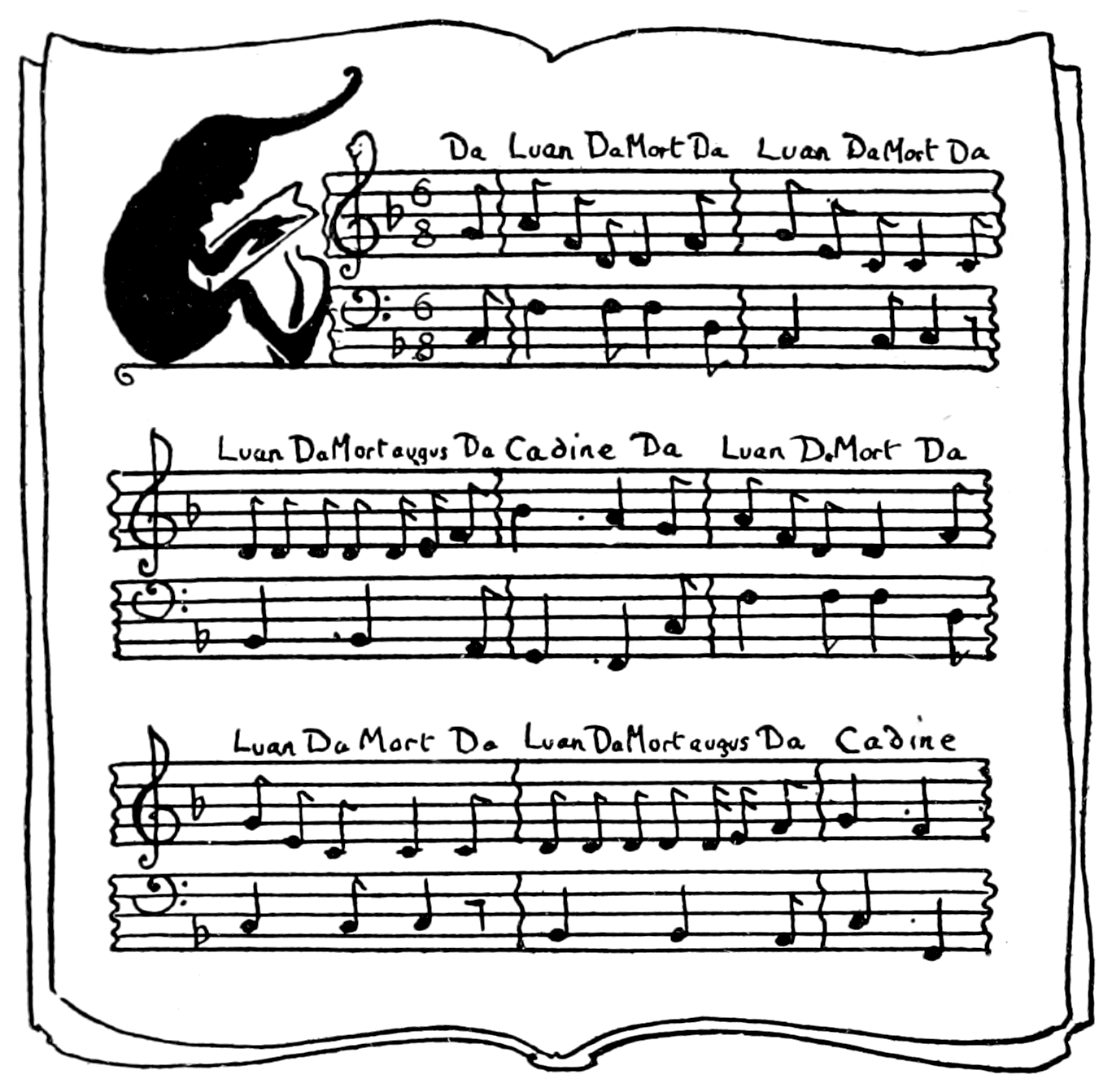
Het liedje van de elfen

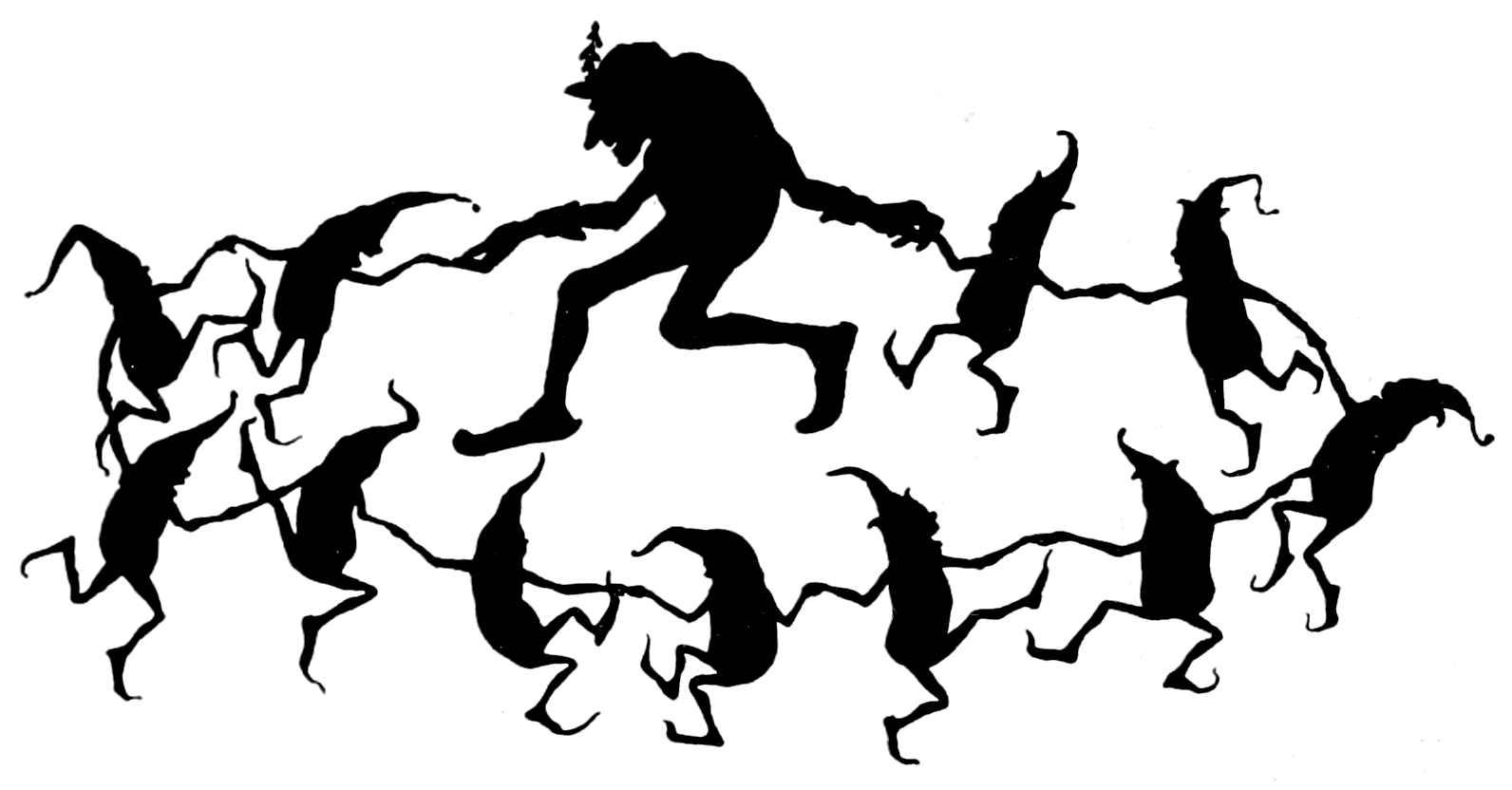

De legende van Knockgrafton is een verhaal uit de Ierse mythologie. 

## Verhaallijn
In de vallei van Atherlow woont een man. Mensen zijn bang voor de man met enorme bochel, hij kent toverspreuken en weet veel van kruiden. Zijn bijnaam is Lusmore (vingerhoedskruid), want dat kruid draagt hij altijd op zijn strooien hoedje.
Op een dag komt hij uit Cahir terug en loopt richting Cappagh, bij de oude vestingswal van Knockgrafton gaat hij rusten. Dan hoort hij bovenaardse muziek en hij geniet. Op een gegeven moment vult hij het liedje aan. Hij komt in de vestingwal bij elfen terecht. Ze nemen de bochel van zijn rug en het nieuws wordt al snel bekend. Op een dag komt een oude vrouw vragen hoe hij van zijn bochel afgekomen is. Lusmore vertelt alles en zoon van een vriendin van de vrouw, Jack Madden, gaat naar de vestingwal. Ook hij wil van zijn bochel af en hij hoort de muziek, maar hij heeft geen geduld en verpest het zangspel. Ook hij komt in de muur terecht en wordt door elfen gegrepen. Hij krijgt de bochel die ooit van Lusmore was naast zijn eigen bochel. Hij wordt halfdood gevonden en naar huis gebracht, waar hij al snel overlijdt. Iedereen die ook het gezang van de elfen wilde horen, liep het gevaar zo te eindigen.

## Overeenkomsten met andere voksverhalen
- Het Turkse sprookje Het is woensdag, woehoensdag heeft veel overeenkomsten. De Woensdagheks helpt een arm meisje wat 's nachts katoen moet spinnen voor haar stiefouders. De dochter des huizes, een gemeen wicht, wordt door de Woensdagheks gewurgd. De stiefdochter wordt onbeschrijfelijk mooi door zich in een bepaald water te wassen. In dit verhaal denkt de bochelaar zich mooi te kunnen wassen. In het volksgeloof was water erg belangrijk; goddelijk, genezend en levengevend. Wellicht zijn de feeën in het badhuis de feeën van de Woensdagheks en dansen ze te harer ere.
- Het weghalen (en toevoegen) van de bochel heeft overeenkomsten met de beloning gegeven door Vrouw Holle, hier wordt een meisje met goud bedekt (de ander met pek).
- In De aardmannetjes uit Friesland dansen wezens een reidans, terwijl ze de namen van maandag, dinsdag en woensdag zingen. Sjoerd komt daar van zijn bochel af, Semme Stamelaar krijgt deze juist als hij de dagen van de week afmaakt en bij zondag stottert.
- In Groningen is het verhaal De twee bultenaars bekend, hier overnacht een man in een kamer waar het spookt en rond twaalf uur 's nachts snijden mannen de bochel af. Als zijn broer dit hoort gaat hij naar dezelfde kamer, omdat hij ook wel van zijn bochel af wil. Hij krijgt echter een tweede bochel.[2]
- In een volksverhaal uit Noord-Holland hebben drie palingboeren een bochel. De oudste kreeg ruzie met de middelste en kwakt hem tegen de kerkdeur. Zijn bochel zit aan de kerkdeur vast. De tweede wil zijn bochel ook wel kwijt en begint ook te vechten en ook zijn bochel belandt op de kerkdeur. De derde laat zich tegen de kerkdeur gooien en heeft dan drie bochels[3]
- Er is ook een oud Japans volksverhaal over dansende demonen die een man van zijn gezwel afhelpen en een ander een dubbel gezwel bezorgen.[4] Er is een Frans volksverhaal over nachtdansertjes of kabouters die de bochel met zalf doen verdwijnen, als een ander zaterdag en zondag aan het liedje toevoegt krijgt hij een dubbele bochel.[5] In een ander sprookje krijgt het eerste meisje een geschenk van zes van de zeven dwergjes, de tweede krijgt ook geschenken van de zes en ook de zevende.[6] Aanpassen aan anderen is vaak belangrijk in sprookjes.[7][8] Vergelijk ook Het verhaal van Schele Guurte.
- Een verhaal uit de Ierse mythologie heeft veel overeenkomsten, hier wordt de bochel afgenomen en aangebracht door elfen.
- In een inscriptie van de tempel van Asklepios in Epidauros vinden we ook een soortgelijk verhaal terug. De Thessaliér Pandaros had een brandvlek op zijn voorhoofd en deze verdween nadat hij de aanwijzingen die hij in een droom kreeg, had opgevolgd. De brandvlek kwam in een doek terecht. Hij spijkerde de doek aan de tempel en toen hij thuis kwam, zond hij een slaaf om een dankoffer aan de tempel te schenken. De slaaf had ook een brandvlek op zijn voorhoofd en hij beloofde de god een standbeeld, als hij ook van de vlek bevrijd zou worden. Toen hij de doek omdeed en daarna verwijderde, bleek hij twee brandvlekken op zijn voorhoofd te hebben.
- Het thema komt ook terug in de Irische Elfenmärchen van de gebroeders Grimm.
- Vergelijk Wie zijn billen brandt, moet op de blaren zitten; hierin krijgen de meisjes Woensdag en Vrijdag een beloning voor hun gedrag.